# ليثوبون
ليثوبون، أبيض الليثوبون (بالإنجليزية: Lithopone)‏ هو خضاب أبيض يتكون من خليط من كبريتيد الزنك وكبريتات الباريوم، بنسبة مولات 1:1 
يستخدم أساساً في الدهانات المستحلبة فهو ذو عتامة جيدة ولون أبيض جيد ، كثافته النوعية 4.3 ،معامل انكساره 1.8 وامتصاصه للزيت 12-15

## تاريخ
تم اكتشاف ليثوبون في سبعينيات القرن التاسع عشر بواسطة دوبونت . تم إنتاجه بواسطة شركة كريبس للاصباغ والكيماويات، من بين أشياء أخرى. تم ذلك بدرجات مختلفة، اعتمادًا على محتوى كبريتيد الزنك. احتوت الدرجات «البرونزية» و «الذهب» على 40 إلى 50 ٪ من كبريتيد الزنك، مما جعلها غير شفاف بشكل خاص. على الرغم من أن هذه الخضاب بلغ ذروته في عام 1920، إلا أن أكثر من 220000 طن لا تزال تنتج سنويًا في عام 1990. وهي تستخدم بشكل أساسي في الدهانات والمعاجين والبلاستيك.
يسمى الخضاب ذو الصلة، ولكن يتم استبداله بكبريتات الكالسيوم، بالسلفوبون.

## إنتاج
يتم إنتاج الليثوبون بواسطة ترسيب كيميائي من كبريتيد الباريوم وكبريتات الزنك، وعادة ما يكون بنسب متساوية الأقطاب، ثم تحميص اللب الناتج.
BaS + ZnSO 4 → ZnS · BaSO 4
يتكون المنتج الذي تم الحصول عليه بهذه الطريقة من 29.4٪ بالوزن من ZnS و 70.6٪ بالوزن من BaSO 4 . هناك اختلافات، على سبيل المثال، إضافة كلوريد الزنك إلى العجينة قبل التسخين ينتج عنه صبغة أكثر ثراءً في ZnS.